# Westport (Neuseeland)

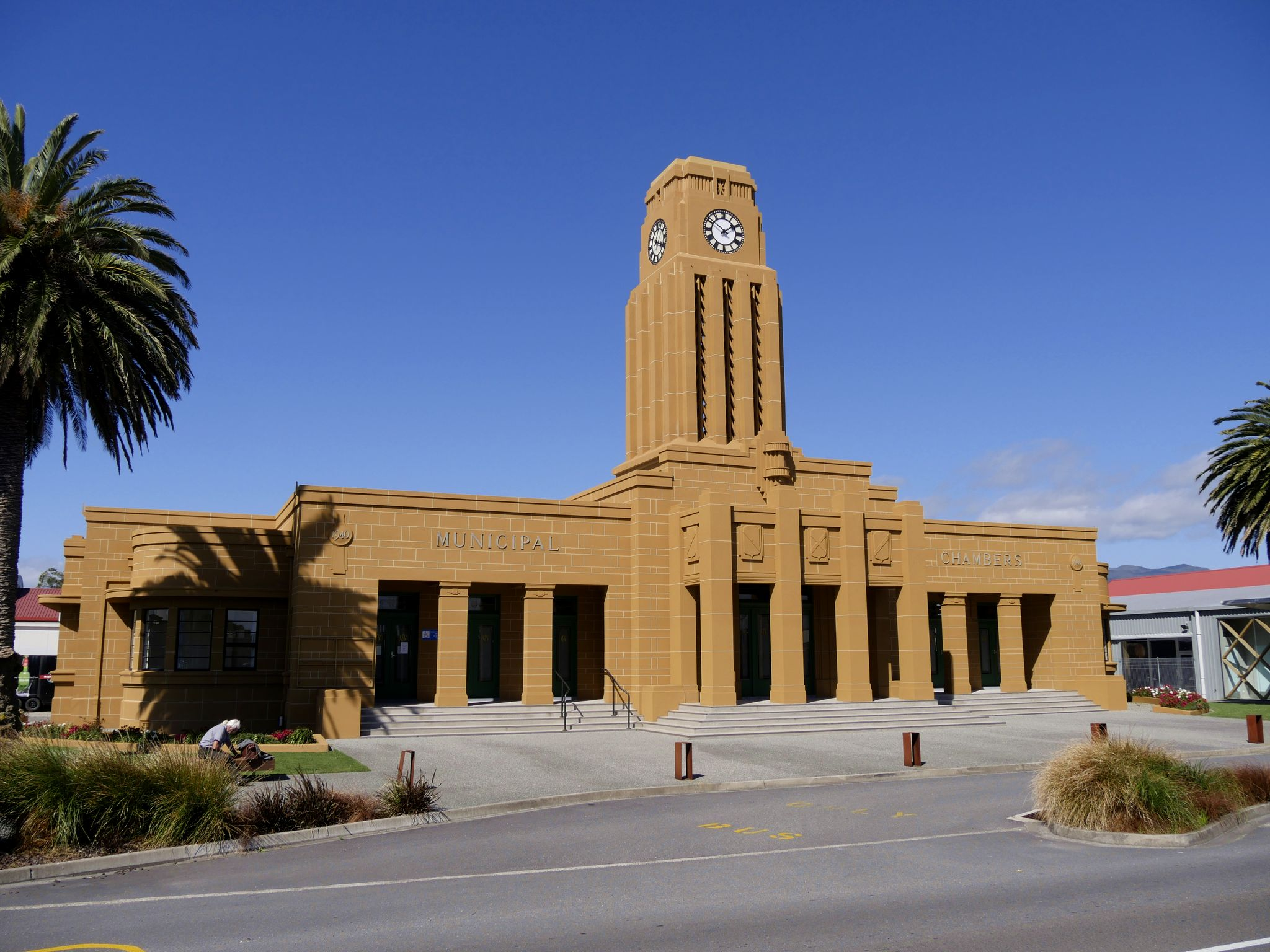
Municipal Chambers, von der Art déco beeinflusstes Gebäude

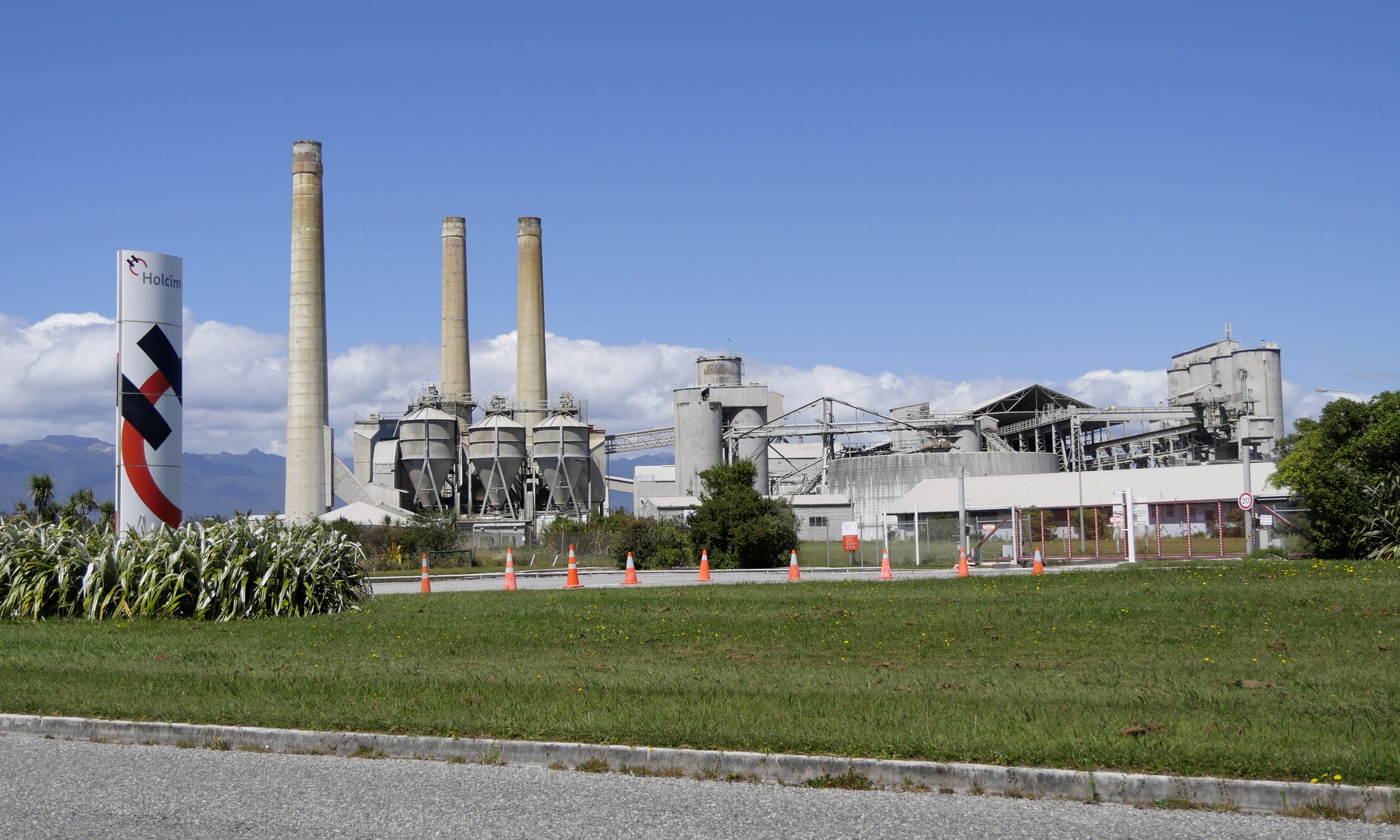
Holcim, Zementfabrik, südlich von Westport

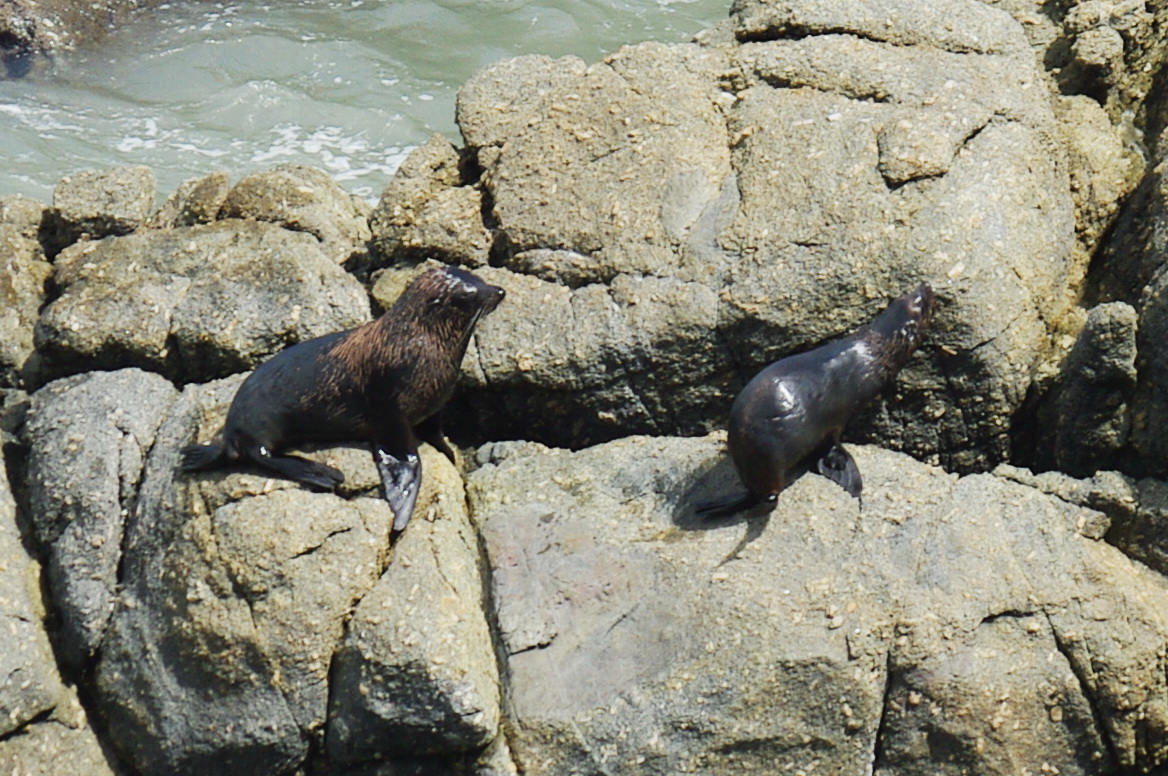
Seehunde

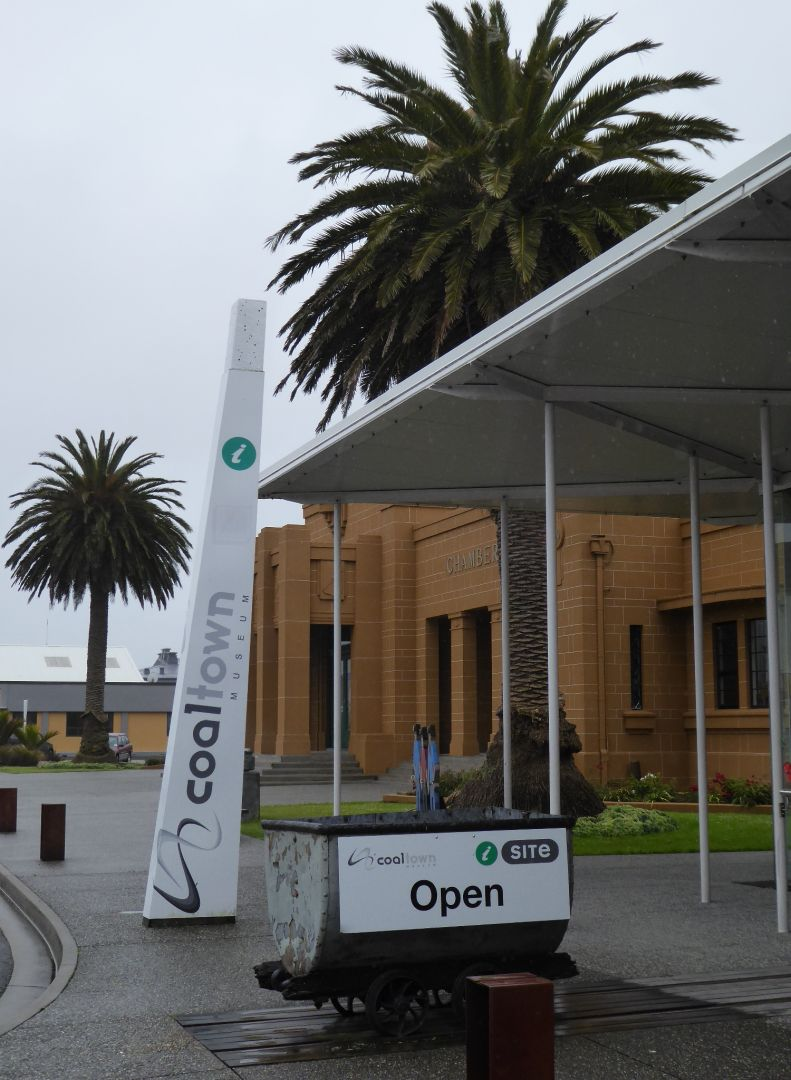
Kohlemuseum

Westport ist eine Stadt im Buller District der Region West Coast auf der Südinsel von Neuseeland. Die Stadt ist Sitz des Buller District Council.

## Geographie
Die Stadt befindet sich rund 84 km nordnordöstlich von Greymouth und rund 60 km westlich von Murchison, direkt an der Mündung des Buller River in die Tasmansee. Die Klippen von dem bekannten Cape Foulwind liegen rund 11 km westlich der Stadt.

## Geschichte
Nachweislich war das Gebiet um den Buller River (Kawatiri) von Māori besiedelt. Legenden legen den ersten Besuch des Flusses in das Jahr 950, als das Waka Tahiriangi unter Führung des Häuptlings Ngahue an der Küste des Mündungsgebietes des Flusses landeten. Die Māori scheinen zumeist an der Küste gelebt zu haben, obwohl sie auch in den Bergen nach Pounamu, einer Jade-Art gegraben haben, die mit anderen Stämmen gehandelt wurde (Iwi).
Die ersten europäischen Siedler kamen 1861 als Goldsucher nach Westport. Das erste europäische Schiff, das den Buller River hinauffuhr, war im Jahre 1884 der Schoner Three Brothers mit Robbenjäger an Bord. In den 1880er Jahren gab es zahlreiche Erkundungszüge von Geologen und Landvermessern, die das Land nach wertvollen Rohstoffen durchsuchten und es vermaßen. Unter ihnen waren Charles Heaphy, William Fox und Thomas Brunner. Anfänglich waren es Goldfunde, die das Interesse in dieses Gebiet lenkten und Goldsucher zunächst große Flächen im Küstengebiet, die aus Sedimentablagerungen des Flusses bestanden, nach Gold durchsiebten. Doch bald stieß man im Hinterland auch auf Kohle, die bis in die heutigen Tage hinein abgebaut wird.
Die erste Eisenbahn wurde bereits 1874 von Westport 18 km hinauf zu den Kohlegruben gebaut, die sich mehrheitlich im Norden der Stadt befinden. Der erste Bahnabschnitt von Westport nach Fairdown über die Sergeants Hill wurde am 31. Dezember 1875 eröffnet. Diese Linie erreichte 1895 schließlich Seddonville und wurde darauf Seddonville Branch genannt. Aus diesen Anfängen entwickelte sich ein vom Eisenbahnnetz der Südinsel isoliertes Netz aus Nebenbahnen. Eine Verbindung zum Netz der Südinsel wurde erst 1942 mit Fertigstellung der Stillwater–Westport Line durch den Buller Gorge geschaffen.

## Bevölkerung
Zum Zensus des Jahres 2013 zählte der Ort 4035 Einwohner, 3,5 % mehr als zur Volkszählung im Jahr 2006.

## Wirtschaft
Wirtschaftliche Bedeutung hat die Stadt durch den Kohlebergbau, der Land- und Forstwirtschaft sowie der Milchwirtschaft bekommen. Der größte Industriebetrieb stellt allerdings das Zementwerk der Firma Holcim, die auch den Hafen von Westport betreibt und zum Verschiffen des Zements nutzt, bei Cape Foulwind dar. In Stockton befindet sich der größte Kohletagebau des Landes, doch geht die Zahl der Arbeitsplätze wegen der geringeren Nachfrage an Kohle auf dem Weltmarkt kontinuierlich zurück.

## Infrastruktur

### Straßenverkehr
Verkehrstechnisch angeschlossen ist Westport durch den New Zealand State Highway 6, der von Nordosten von Nelson durch die Schlucht Buller Gorge kommend, südlich der Stadt an der Küste weiter nach Greymouth führt.

### Schienenverkehr
Westport liegt an der Bahnstrecke Stillwater–Ngākawau. Der Personenverkehr wurde hier 1967 eingestellt. Heute dient sie vor allem dem Abtransport von Steinkohle aus Tagebauen nahe Reefton.

### Flugverkehr
Es gibt auch einen kleinen Flughafen, von dem aus Air New Zealand täglich und Eagle Air Montag bis Freitag nach Wellington fliegen.

### Medien
Einzige täglich erscheinende Tageszeitung der Stadt ist die Westport News.

## Sehenswürdigkeiten
Sehenswürdigkeiten im Umfeld der Stadt sind die Oparara Basin Arches und Cape Foulwind mit einer großen Pelzrobbenkolonie. Das NBS Theatre mit insgesamt 474 Sitzplätzen wird für Kino, Theater und andere Veranstaltungen genutzt. Das Theater wurde am 6. März 2010 eröffnet.

## Tourismus
Rafting und Jetbootfahren in der Buller Gorge sind beliebte Freizeitbeschäftigungen. Westport ist Ausgangspunkt für den Besuch von Karamea über eine Verlängerung des New Zealand State Highway 67. Das Kohlenmuseum Coaltown Museum in Westport stellt die Geschichte des Buller Districts dar.

## Persönlichkeiten
- Allan J. Baker (1943–2014), kanadischer Ornithologe neuseeländischer Herkunft
- Damien O’Connor (* 1958), Mitglied des New Zealand Parliament und der New Zealand Labour Party